# Эхо любви (фильм, 1974)
«Эхо любви» — советский телефильм 1974 года режиссера Болотбека Шамшиева, по рассказу Чингиза Айтматова «На реке Байдамтал».

## Сюжет
Героиня фильма Асия — гидролог. Она живет в домике у горной реки Байдамтал, по соседству — семья гидротехника Бектемира, а на много верст вокруг ни одного жилья. И вот в горах у гиропоста находят потерявшего сознание молодого человека. Асия выхаживает юношу, выясняется, что Нурбек — студент-агроном, занимался выведением новых сортов пшеницы, но по его вине сгорело опытное поле и разбился комбайн и он бежал и не хочет возвращаться в свою бригаду. Но полюбившая его Асия доказывает ему, что ему нужно собраться и проявить мужество, признать ошибку и встретиться с теми, чье доверие он не оправдал.

В конфликте, где нет окончательно правых и виноватых, авторы почти не скрывают своего предпочтения искренности и полноте чувств Асии. В ее открытости всему доброму, в ее преданной и незамутненной душе видят они истинные духовные ценности. ... Отзвучало эхо в горах. И не вернулось: Нурбек, может быть обретший себя, возвращается в ущелье, но не находит там Асии. Но для зрителей горькая история несостоявшейся любви, любви, сокрушенной ложью, западает в память щемящей нотой…  
— Кино Советской Киргизии: Сборник / Сост. К. Ашимов, В. Фуртичев. — Москва: Искусство, 1979. — 336 с. — стр. 179—181

## В ролях
- Таттыбюбю Турсунбаева — Асия Бежанова
- Куман Тастанбеков — Нурбек
- Б. Мукалаева — Джийде
- Орозбек Кутманалиев — Бактемир
- Кумболот Досумбаев — Айдаркул
- Бакирдин Алиев — Асылбай
- Алиман Джангорозова — эпизод
- и другие

## Литературная основа
Фильм снят по рассказу Чингиза Айтматова «На реке Байдамтал». Рассказ впервые напечатан в 1955 году, через год под названием «Трудная переправа» в переводе на русский язык В. Горячих был опубликован в журнале «Литературный Киргизстан» (1956, № 5, стр. 3-20).

Сюжет кинематографического варианта был несколько переработан по сравнению с литературным первоисточником . Более напряженным и острым стало действие, углубились психологические характеристики героев, авторы сценария ввели новых персонажей, столкнув действующих лиц в неожиданном нравственном конфликте.— Кино Советской Киргизии: Сборник / Сост. К. Ашимов, В. Фуртичев. — Москва: Искусство, 1979. — 336 с. — стр. 179—181
Чингиз Айматов сам выступил сосценаристом, однако, сюжет фильма далёк от рассказа и отличается финалом — автор существенно расширил повествование, и сам это объяснял так:

В прозе была прочерчена прямая во взаимоотношениях героев, ей все подчинялось, и ничто не выходило за эти рамки. Остальные персонажи были просто фоном. А для сценария этого оказалось далеко недостаточно. Надо было развивать сюжетные линии, активно вводить новых действующих лиц… Это повлекло за собой трансформацию характеров главных героев, которые в рассказе были намечены эскизно. Материал наращивался, возникали новые ситуации. Мы и сами не заметили, как герои стали руководить нами потребовав новых сюжетных поворотов, параллельного ряда событий, более сложной композиции. Во всяком случае, именно так родился финал сценария, принципиально отличный от рассказа.— Искусство кино, 1975, тоже в «В соавторстве с землею и водою: Очерки, статьи, беседы, интервью» / Чингиз Айтматов. — Фрунзе: Киргизстан, 1978. — 406 с.
По словам Айматова причина такого резкого поворота сюжета лежит в характере героини, в её биографии, которая незримо присутствует в сценарии, заявленная буквально несколькими деталями и «в сценарии она обрела сравнительно с рассказом — иные душевные качества — большую внутреннюю независимость, иную мирооценку».

## Критика
Поставил картину Болот Шамшиев, прежде тяготевший к полотнам масштабным, эпическим: «Выстрел на перевале Караш», «Алые маки Иссык-Куля». «Эхо любви» — проба сил в новой для него, камерной форме, где главное — движения чувств, полутона.— Многоцветный экран ТВ: Сборник. — М.: Искусство, 1977. — 208 с. — стр. 120

Камерная история несостоявшегося счастья Нурбека и Асии рассказана поэтично и без налета мелодраматизма. В ней содержится осуждение малодушия, неискренности в любви, утверждается необходимость доверия в отношениях людей, связанных большим и глубоким чувством.— Кинематографисты советской Киргизии: справочник / О. Б. Артюхов. — Фрунзе: Кыргызстан, 1981. — 226 с. — стр. 207

Б. Шамшиев ищет иной образный строй, отличный от своих предыдущих работ, адекватный законам телевидения. В фильме «Эхо любви» он строит повествование короткими монтажными фразами, часто обращается к портретным характеристикам героев. И здесь на помощь режиссёру приходит камера М. Мусаева, закрепляя в сознании зрителя нюансы душевного состояния героев своим вдумчивым, заинтересованным кинонаблюдением.
— Кино Советской Киргизии: Сборник / Сост. К. Ашимов, В. Фуртичев. — Москва: Искусство, 1979. — 336 с. — стр. 179—181